# رودنی والاس (بازیکن فوتبال)
رودنی والاس (اسپانیایی: Rodney Wallace‎؛ زادهٔ ۱۷ ژوئن ۱۹۸۸) بازیکن فوتبال اهل کاستاریکا است.
از باشگاه‌هایی که در آن بازی کرده‌است می‌توان به دی‌سی یونایتد، پورتلند تیمبرز، فینیکس رایزینگ، اروکا و نیویورک سیتی اشاره کرد.
وی همچنین در تیم ملی فوتبال کاستاریکا بازی کرده‌است.